# Joaquín Correa
Carlos Joaquín Correa (Juan Bautista Alberdi, Tucumán, Argentina; 13 de agosto de 1994) es un futbolista argentino que juega como delantero en el Botafogo de Futebol e Regatas del Campeonato Brasileño de Serie A.

## Trayectoria

### Inicios y Estudiantes de La Plata
A los once años estuvo en las divisiones infantiles de River Plate, sin embargo, debido a extrañar a su familia decidió volver a su provincia natal, Tucumán. Un año más tarde ficha en la escuela de fútbol de la ciudad de Rosario «Renato Cesarini». El pincha tardó en divisarlo aunque finalmente se haría de sus servicios y lo tuvo en las inferiores donde fue elegido como «jugador revelación» en 2011.
Debutó el 19 de mayo de 2012, con tan solo diecisiete años, frente a C. A. Banfield, reemplazando a Duván Zapata.
Durante 2014 varios clubes de las grandes ligas de Europa deciden negociar con el club pincha. Sin embargo, es el mismo Juan Sebastián Verón quien decide retenerlo para formarlo y no perder dinero invertido en la joven promesa.
Debido a su explosión futbolística en el Torneo Transición suena su nombre para fichar por un club de Europa, sin embargo pese a que llegaron emisarios del Paris Saint-Germain de Francia y del Chelsea F. C. de Inglaterra, los clubes que más se aproximaron al joven jugador fueron el U. C. Sampdoria y el S. L. Benfica. El 16 de diciembre Estudiantes de La Plata confirmó la venta del futbolista a la U. C. Sampdoria de Italia pagará el 50 % del pase por unos diez millones de dólares llegará en el mercado de invierno para jugar la Serie A (Italia) 2014/15.

### Sampdoria
El 9 de enero fue oficialmente presentado como nuevo jugador de la U. C. Sampdoria de Italia pagó el 50 % del pase por unos diez millones de dólares por un contrato que lo unirá al club hasta junio de 2019 y llegó en el mercado de invierno para jugar la Serie A de Italia y porta la camiseta número «8» del club. Debutó el 15 de febrero de 2015 en la derrota 1 a 2 ante el A. C. Chievo Verona, en el que fue sustituido al comienzo del segundo tiempo por el colombiano Luis Muriel. Correa marcó su primer gol en el extranjero el 17 de enero de 2016 en una derrota por 1-2 ante Carpi.
El argentino llegó a la Sampdoria procedente del Estudiantes en diciembre de 2014 y disputó 31 partidos en la Serie A, anotando tres goles.

### Sevilla F. C.
El 10 de julio de 2016 se hace oficial el fichaje del Tucu por el equipo del Sevilla F. C. La cifra de la operación ronda los trece millones de euros y firma por las siguientes cinco temporadas. Su debut sería el 17 de agosto en la derrota 3 a 0 frente al F. C. Barcelona por la Supercopa de España. El 30 de noviembre en un partido correspondiente a la ida de los dieciseisavos de final de la Copa del Rey fue el jugador del partido al hacer un triplete y recibir los dos penaltis que marcó su compañero Wissam Ben Yedder para un 1 a 5 contra la S. D. Formentera. Fue protagonista de un polémico beso a su compañero Luis Muriel.
En sus dos temporadas con los nervionenses, el joven atacante disputó 47 partidos de Liga (marcando cinco goles y dando dos asistencias), 12 de Copa del Rey (ocho goles y tres asistencias), 13 de Champions League (dos goles y cuatro asistencias) y un partido de la Supercopa de España.

### Lazio
El 1 de agosto de 2018 el Sevilla F. C. hizo oficial la venta del jugador a la S. S. Lazio.
Hizo su debut con la Lazio el 18 de agosto, en una derrota en casa por 1-2 contra el Napoli. El 26 de septiembre de 2018, marcó su primer gol con la Lazio en una victoria en casa por 2-1 contra el Udinese.
Correa jugó 44 partidos y marcó nueve goles en su primera temporada en Lazio, incluido un gol en la final de la Copa Italia ganada el pasado mayo contra Atalanta. Así renovó su contrato con la Lazio hasta el 30 de junio de 2024.
En su última temporada,  él consiguió la mejor en Europa: disputó 38 partidos, hizo 11 goles y dio seis asistencias. En total, en las tres campañas que estuvo con los romanos jugó 117 encuentros y convirtió 30 tantos. Además, en su exitoso ciclo levantó dos títulos: la Copa Italia 2018/19 y la Supercopa de Italia 2019.

### Inter de Milán
Estuvo tres temporadas en el conjunto romano, marchándose el 25 de agosto de 2021 al Inter de Milán en forma de cesión con la obligación de comprarlo al final de la misma.El 27 de agosto de 2021, hizo su debut en la liga con el Inter de Milán en una victoria por 3-1 sobre el Verona, donde entró como suplente y marcó dos goles.
Terminó la temporada 2024-25 con el club italiano, donde disputó 22 con dos goles y tres asistencias. Joaquín Correa finalizó su etapa en el Inter de Milán donde, en total, el delantero marcó 12 goles y dio ocho asistencias en 99 partidos.

### Olympique de Marsella
El 25 de agosto de 2023, Correa fichó por el Olympique de Marsella cedido por un año con opción de compra.  Cedido por 2 millones de euros con un derecho de rescate fijado en 10 millones, un derecho que se vuelve obligatorio si el club francés se clasifica para la próxima Liga de Campeones. Hizo su debut con el equipo francés el 1 de septiembre, en un empate liguero de visitante contra el Nantes (1-1). Sin embargo, su experiencia en el Marsella resultó estar por debajo de las expectativas, con el argentino haciendo 19 apariciones en total entre la liga y la copa sin marcar nunca.

### Botafogo
Botafogo fichó oficialmente a Joaquín Correa el 10 de junio de 2025, con un contrato hasta finales de 2027. Llegó como agente libre tras finalizar su contrato con el equipo nerazzurri. El 16 de junio de 2025, Joaquín Correa debutó con el Alvinegro, entrando al descanso en lugar de Mastriani. En el Mundial de Clubes, el club derrotó a los Seattle Sounders por 2-1 en el Lumen Field de Seattle.

## Selección nacional

### Selección argentina juvenil
Formó parte de las selecciones sub-17, sub-18 y sub-20 de Argentina.

### Selección argentina absoluta
Debutó en la mayor con Jorge Sampaoli como entrenador el 9 de junio de 2017 frente a Brasil, jugando todo el segundo tiempo. En su segundo partido con la selección marcó el gol de la victoria frente a Singapur. En el partido por la segunda fecha de las Eliminatorias para el Mundial de Fútbol de Catar anotó un gol ante Bolivia dándole la victoria por 2 a 1 al equipo después de quince años en La Paz. Debido a una lesión no pudo participar de la Copa Mundial de Fútbol de 2022 y fue reemplazado por Ángel Correa.

#### Goles internacionales
| # | Fecha                   | Lugar                                                 | Rival                  | Gol   | Resultado | Competición                      |
| - | ----------------------- | ----------------------------------------------------- | ---------------------- | ----- | --------- | -------------------------------- |
| 1 | 13 de junio de 2017     | Estadio Nacional, Singapur                            | Singapur               | 2 - 0 | 6 - 0     | Amistoso                         |
| 2 | 13 de octubre de 2020   | Estadio Hernando Siles, La Paz, Bolivia               | Bolivia                | 2 - 1 | 2 - 1     | Eliminatorias Sudamericanas 2022 |
| 3 | 2 de septiembre de 2021 | Estadio Olímpico de la UCV, Caracas, Venezuela        | Venezuela              | 2 - 0 | 3 - 1     | Eliminatorias Sudamericanas 2022 |
| 4 | 16 de noviembre de 2022 | Estadio Mohammed bin Zayed, Abu Dabi, Emiratos Árabes | Emiratos Árabes Unidos | 5 - 0 | 5 - 0     | Amistoso                         |

### Participaciones en Copas América
| Torneo            | Sede   | Resultado | Partidos | Goles |
| ----------------- | ------ | --------- | -------- | ----- |
| Copa América 2021 | Brasil | Campeón   | 3        | 0     |

## Estadísticas

### Clubes
Actualizado al último partido disputado el 3 de agosto de 2025.
| Club                              | Div.          | Temporada     | Liga  | Liga  | Liga   | Copas nacionales | Copas nacionales | Copas nacionales | Torneos internacionales | Torneos internacionales | Torneos internacionales | Total | Total | Total  |
| Club                              | Div.          | Temporada     | Part. | Goles | Asist. | Part.            | Goles            | Asist.           | Part.                   | Goles                   | Asist.                  | Part. | Goles | Asist. |
| --------------------------------- | ------------- | ------------- | ----- | ----- | ------ | ---------------- | ---------------- | ---------------- | ----------------------- | ----------------------- | ----------------------- | ----- | ----- | ------ |
| Estudiantes de La Plata Argentina | 1.ª           | 2011-12       | 2     | 0     | 0      | —                | —                | —                | —                       | —                       | —                       | 2     | 0     | 0      |
| Estudiantes de La Plata Argentina | 1.ª           | 2012-13       | 10    | 0     | 0      | —                | —                | —                | —                       | —                       | —                       | 10    | 0     | 0      |
| Estudiantes de La Plata Argentina | 1.ª           | 2013-14       | 26    | 2     | 1      | 2                | 0                | 0                | —                       | —                       | —                       | 28    | 2     | 1      |
| Estudiantes de La Plata Argentina | 1.ª           | 2014          | 16    | 2     | 3      | 3                | 1                | 1                | 6                       | 1                       | 0                       | 25    | 4     | 4      |
| Estudiantes de La Plata Argentina | Total club    | Total club    | 54    | 4     | 4      | 5                | 1                | 1                | 6                       | 1                       | 0                       | 65    | 6     | 5      |
| U. C. Sampdoria · Italia          | 1.ª           | 2014-15       | 6     | 0     | 1      | —                | —                | —                | —                       | —                       | —                       | 6     | 0     | 1      |
| U. C. Sampdoria · Italia          | 1.ª           | 2015-16       | 25    | 3     | 0      | —                | —                | —                | —                       | —                       | —                       | 25    | 3     | 0      |
| U. C. Sampdoria · Italia          | Total club    | Total club    | 31    | 3     | 1      | 0                | 0                | 0                | 0                       | 0                       | 0                       | 31    | 3     | 1      |
| Sevilla F. C. · España            | 1.ª           | 2016-17       | 26    | 4     | 0      | 5                | 3                | 0                | 3                       | 1                       | 0                       | 34    | 8     | 0      |
| Sevilla F. C. · España            | 1.ª           | 2017-18       | 21    | 1     | 1      | 8                | 5                | 0                | 10                      | 1                       | 4                       | 39    | 7     | 5      |
| Sevilla F. C. · España            | Total club    | Total club    | 47    | 5     | 1      | 13               | 8                | 0                | 13                      | 2                       | 4                       | 73    | 15    | 5      |
| S. S. Lazio · Italia              | 1.ª           | 2018-19       | 34    | 5     | 5      | 4                | 2                | 0                | 6                       | 2                       | 1                       | 44    | 9     | 6      |
| S. S. Lazio · Italia              | 1.ª           | 2019-20       | 30    | 9     | 2      | 2                | 0                | 0                | 3                       | 1                       | 1                       | 35    | 10    | 3      |
| S. S. Lazio · Italia              | 1.ª           | 2020-21       | 28    | 8     | 4      | 2                | 0                | 0                | 8                       | 3                       | 2                       | 38    | 11    | 6      |
| S. S. Lazio · Italia              | Total club    | Total club    | 92    | 22    | 11     | 8                | 2                | 0                | 17                      | 6                       | 4                       | 117   | 30    | 15     |
| Inter de Milán · Italia           | 1.ª           | 2021-22       | 26    | 6     | 1      | 5                | 0                | 1                | 5                       | 0                       | 0                       | 36    | 6     | 2      |
| Inter de Milán · Italia           | 1.ª           | 2022-23       | 26    | 3     | 1      | 6                | 0                | 0                | 9                       | 1                       | 2                       | 41    | 4     | 3      |
| Olympique de Marsella Francia     | 1.ª           | 2023-24       | 12    | 0     | 0      | —                | —                | —                | 7                       | 0                       | 0                       | 19    | 0     | 0      |
| Olympique de Marsella Francia     | Total club    | Total club    | 12    | 0     | 0      | 0                | 0                | 0                | 7                       | 0                       | 0                       | 19    | 0     | 0      |
| Inter de Milán · Italia           | 1.ª           | 2024-25       | 19    | 2     | 2      | 3                | 0                | 1                | —                       | —                       | —                       | 22    | 2     | 3      |
| Inter de Milán · Italia           | Total club    | Total club    | 71    | 11    | 4      | 14               | 0                | 2                | 14                      | 1                       | 2                       | 99    | 12    | 8      |
| Botafogo F. R. · Brasil           | 1.ª           | 2025          | 5     | 0     | 0      | 1                | 0                | 0                | 2                       | 0                       | 0                       | 8     | 0     | 0      |
| Botafogo F. R. · Brasil           | Total club    | Total club    | 5     | 0     | 0      | 1                | 0                | 0                | 2                       | 0                       | 0                       | 8     | 0     | 0      |
| Total carrera                     | Total carrera | Total carrera | 312   | 45    | 21     | 41               | 11               | 3                | 59                      | 10                      | 10                      | 412   | 66    | 34     |
| 1. 2.                             |               |               |       |       |        |                  |                  |                  |                         |                         |                         |       |       |        |

### Selección nacional
Actualizado de acuerdo al último partido jugado el 16 de noviembre de 2022.
| Selección          | Año             | Amistosos | Amistosos | Amistosos | Eliminatorias | Eliminatorias | Eliminatorias | Continental | Continental | Continental | Mundial | Mundial | Mundial | Total | Total | Total  |
| Selección          | Año             | Part.     | Goles     | Asist.    | Part.         | Goles         | Asist.        | Part.       | Goles       | Asist.      | Part.   | Goles   | Asist.  | Part. | Goles | Asist. |
| ------------------ | --------------- | --------- | --------- | --------- | ------------- | ------------- | ------------- | ----------- | ----------- | ----------- | ------- | ------- | ------- | ----- | ----- | ------ |
| Absoluta Argentina | 2017            | 2         | 1         | 0         | 1             | 0             | 0             | —           | —           | —           | —       | —       | —       | 3     | 1     | 0      |
| Absoluta Argentina | 2019            | 1         | 0         | 0         | —             | —             | —             | —           | —           | —           | —       | —       | —       | 1     | 0     | 0      |
| Absoluta Argentina | 2020            | —         | —         | —         | 1             | 1             | 0             | —           | —           | —           | —       | —       | —       | 1     | 1     | 0      |
| Absoluta Argentina | 2021            | —         | —         | —         | 7             | 1             | 0             | 3           | 0           | 0           | —       | —       | —       | 10    | 1     | 0      |
| Absoluta Argentina | 2022            | 3         | 1         | 0         | 1             | 0             | 0             | —           | —           | —           | —       | —       | —       | 4     | 1     | 0      |
| Total selección    | Total selección | 6         | 2         | 0         | 10            | 2             | 0             | 3           | 0           | 0           | 0       | 0       | 0       | 19    | 4     | 0      |
| 1. 2.              |                 |           |           |           |               |               |               |             |             |             |         |         |         |       |       |        |

## Palmarés

### Campeonatos nacionales
| Título              | Equipo         | País   | Año     |
| ------------------- | -------------- | ------ | ------- |
| Copa Italia         | S. S. Lazio    | Italia | 2018-19 |
| Supercopa de Italia | S. S. Lazio    | Italia | 2019    |
| Supercopa de Italia | Inter de Milán | Italia | 2021    |
| Copa Italia         | Inter de Milán | Italia | 2021-22 |
| Supercopa de Italia | Inter de Milán | Italia | 2022    |
| Copa Italia         | Inter de Milán | Italia | 2022-23 |

### Campeonatos internacionales
| Título       | Equipo              | Sede   | Año  |
| ------------ | ------------------- | ------ | ---- |
| Copa América | Selección Argentina | Brasil | 2021 |